# Doron Perkins
Doron Perkins (ur. 6 maja 1983 w  Anchorage) – amerykański koszykarz, grający na pozycjach rozgrywającego lub rzucającego.
W 2009 reprezentował Cleveland Cavaliers, podczas rozgrywek letniej lig NBA.

## Osiągnięcia
Na podstawie, o ile nie zaznaczono inaczej.
NCAA
- Zaliczony do:
  - I składu:
    - West Coast (WCC – 2004, 2005)
    - turnieju WCC (2004)
- Lider konferencji WAC w przechwytach (2004, 2005)

Drużynowe
- Mistrz:
  - Euroligi (2013)
  - Izraela (2011)
  - Japonii (2006)
- Wicemistrz:
  - Euroligi (2011)
  - Izraela (2009, 2010)
  - Belgii (2008)
  - Iranu (2017)
- Zdobywca pucharu:
  - Izraela (2010, 2011)
  - ligi izraelskiej (2010)
- Finalista pucharu Izraela (2009)

Indywidualne
- MVP ligi:
  - japońskiej (2006)
  - izraelskiej (2009)
- Obrońca roku ligi izraelskiej (2010, 2011)
- Zaliczony do I składu ligi izraelskiej (2013)
- Lider:
  - w asystach ligi:
    - japońskiej  (2006)
    - belgijskiej (5,8 – 2008)

  - w przechwytach ligi:
    - belgijskiej (3,1 – 2008)
    - izraelskiej (3 – 2009)
    - chińskiej (2013)